# منطقه (ستاره)
منطقه (به انگلیسی: Delta Orionis) یا دلتا شکارچی ستاره ای در صورت فلکی شکارچی است. فاصلهٔ این ستاره با زمین حدود ۹۰۰ سال نوری است.